# Rotacyzm
Rotacyzm (od gr. rho, „litera R”) – zjawisko fonetyczne, polegające na przejściu określonej głoski w określonej pozycji w głoskę [r]. Miało ono miejsce w historii wielu języków.

## Rotacyzm w języku łacińskim
Klasyczny przypadek rotacyzmu zaszedł w łacinie archaicznej. Pierwotne (prajęzykowe) [s] w pozycji interwokalicznej uległo najpierw udźwięcznieniu do [z], a następnie przeszło w języczkowe [r].
Zajście tego procesu jest dowodem, że łacińskie [r] było, przynajmniej w IV wieku p.n.e., głoską języczkową, a nie wibracyjną (jaką jest polskie [r]).
Proces ten zakończył się pod koniec IV wieku p.n.e. Wraz z jego zakończeniem łacina utraciła zupełnie spółgłoskę [z]. W związku z tym cenzor Appiusz Klaudiusz Ślepy zadecydował o usunięciu z alfabetu łacińskiego litery Z, znajdującej się pomiędzy F a H (na to miejsce wprowadzono nową literę G), oraz o zmianie pisowni większości wyrazów (przede wszystkim nazwisk), zapisywanych do tej pory tradycyjnie przy użyciu S.

## Rotacyzm w języku rumuńskim
W języku rumuńskim doszło do przejścia głoski [l] w głoskę [r] w pozycji między dwiema samogłoskami. Na przykład łacińskie caelum przekształciło się w rumuńskie cer.
W niektórych rumuńskich dialektach oraz w istrorumuńskim rotacyzm miał szerszy zasięg i objął przemianę w [r] również spółgłoski [n] w pozycji między dwiema samogłoskami. W ten sposób łacińskie bonus przekształciło się w istrorumuńskie bur. Przejście interwokalicznej spółgłoski [n] w [r] (np. w wyrazie oamerilor, zam. oamenilor) jest dobrze zaświadczone we wczesnych (szesnastowiecznych) przekładach tekstów biblijnych na język rumuński (np. w Psałterzu szkejańskim czy Psałterzu woronieckim), powstałych najprawdopodobniej na terenie Mołdawii lub północnego Siedmiogrodu i wykazujących liczne naleciałości dialektalne.

## Rotacyzm w języku słoweńskim
Charakterystyczny dla języka słoweńskiego rotacyzm polega na historycznym przejściu głoski [Z] (polskie ż) w głoskę [r] w pozycji między dwiema samogłoskami. Zmiana ta dokonała się już w średniowieczu – jej efekty można zaobserwować w pochodzących z X wieku Zabytkach z Freising.
Przykłady słoweńskiego rotacyzmu:
- moreš wywodzące się z možešь (por. polskie „możesz”)
- kdor wywodzące się z kьtože (por. polskie „któż”)

Podobne zjawisko spotykane jest również w pojedynczych wyrazach w innych językach południowosłowiańskich.